# Zdeněk Kabelka
Zdeněk Kabelka (15. prosince 1951 Praha – 24. března 2014 Praha) byl český lékař, pediatr a otorhinolaryngolog. V České republice zahájil program kochleárních implantací, díky němuž mohou děti s vrozenými nebo získanými vadami sluchu opět slyšet. Kochleární implantát voperoval přibližně 520 dětem, zároveň provedl bezpočet zákroků u pacientů s běžnými ORL diagnózami.
Od roku 1978 působil na Klinice ušní, nosní, krční 2. lékařské fakulty UK a FN v Motole, zaměřené především na děti, od roku 1998 až do své smrti pak jako její přednosta.
Trpěl depresemi, které ho dohnaly k sebevraždě. Zemřel ve věku 62 let.